# Jampruca tyligma
Jampruca tyligma är en skalbaggsart som beskrevs av Dilma Solange Napp och Martins 1982. Jampruca tyligma ingår i släktet Jampruca och familjen långhorningar. Inga underarter finns listade i Catalogue of Life.